# Charles Vincent-Molinière
Charles Vincent-Molinière est un homme politique français né le 3 novembre 1777 à Sainte-Néomaye (Deux-Sèvres) et mort le 26 décembre 1859 à Poitiers (Vienne).

## Biographie
Engagé volontaire dans les compagnies franches de Deux-Sèvres en 1796, il entre ensuite à l'école centrale de Niort et devient juge suppléant au tribunal de Niort en 1807. Auditeur à la cour de Poitiers en 1808, il y est avocat général en 1811 et premier avocat général en 1813. Il est député des Deux-Sèvres en 1815, pendant les Cent-Jours. 
Dénoncé comme "libéral" en 1822, il évite de peu la destitution, puis passe président de chambre en 1827. Il est premier président de la cour d'appel de Poitiers de 1849 à 1851.

## Sources
- « Charles Vincent-Molinière », dans Adolphe Robert et Gaston Cougny, Dictionnaire des parlementaires français, Edgar Bourloton, 1889-1891 [détail de l’édition]